# 小原貞敏
小原 貞敏（おばら さだとし、1901年1月29日 - 1988年7月19日）は、日本の工学者。専門は機械工学。鹿児島大学名誉教授 。鹿児島大学工学部長や鹿児島工業高等専門学校初代校長を歴任。

## 人物
鹿児島県鹿児島市高麗町出身。1918年鹿児島県立第二鹿児島中学校 (旧制)卒業。1922年第七高等学校造士館 (旧制)理科卒業。1925年京都帝国大学工学部機械工学科卒業。大学卒業後に南満州鉄道へ入り機関士見習いからたたき上げ、あじあ (列車)の設計に携わる。終戦直前に満鉄本部運輸局長。戦後1946年から鹿児島県立工業専門学校 (旧制)でボイラー関係を教える（県立工業専門学校は学制改革で1949年2月に鹿児島県立大学工学部となる）。鹿児島県立大学教授時代は労働問題にも携わる。1954年鹿児島県立大学第2代工学部長に就任。1955年7月に県立大学が国立移管され鹿児島大学工学部教授・工学部長となり、工学部長を4期務めた後、1963年隼人町に新設された鹿児島工業高等専門学校の初代校長に着任。1971年勲二等瑞宝章。